# Marenu
Marenu is een bestuurslaag in het regentschap Padang Lawas van de provincie Noord-Sumatra, Indonesië. Marenu telt 1032 inwoners (volkstelling 2010).